# Melomys burtoni
Melomys burtoni е вид бозайник от семейство Мишкови (Muridae).

## Разпространение
Видът е разпространен в Австралия, Индонезия и Папуа Нова Гвинея.